# Arthur Kickton

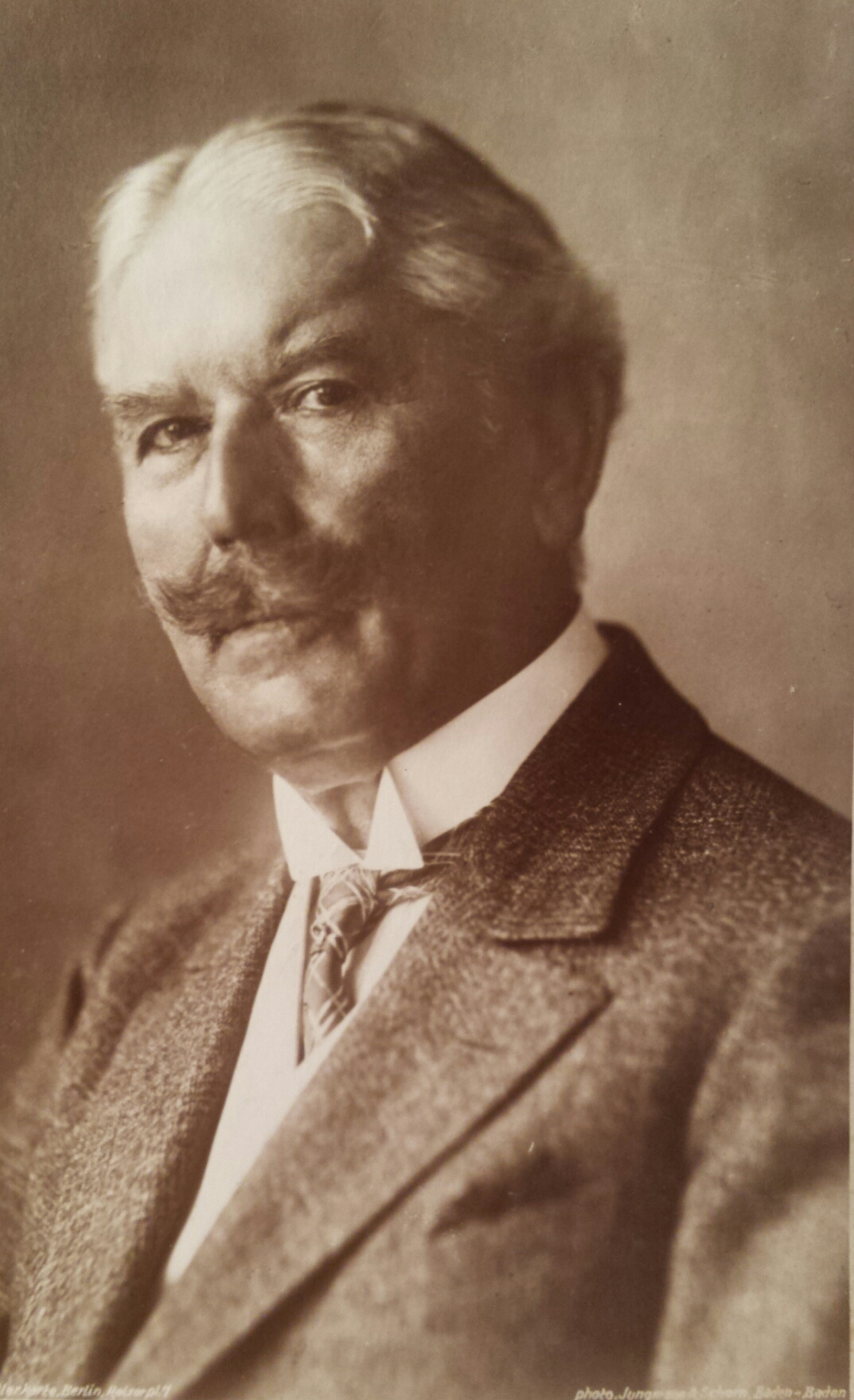
Arthur Kickton

Arthur Kickton (* 28. Mai 1861 in Marienwerder, Westpreußen; † 22. April 1944 in Neubabelsberg) war ein deutscher Architekt und preußischer Baubeamter.

## Leben
Arthur Kickton, der Sohn des fürstlich hohenloheschen Forstmeisters Carl Adolf Ewald Kickton, studierte an der Technischen Hochschule (Berlin-)Charlottenburg, wo er im Wintersemester 1882/1883 dem Corps Saxonia-Berlin beitrat und dort zusammen mit den späteren Architekten Friedrich Jenner und Robert Leibnitz aktiv war. Nach dem Ablegen der Großen Staatsprüfung wurde er als Regierungsbaumeister (Assessor im öffentlichen Bauwesen) beim preußischen Ministerium der öffentlichen Arbeiten in Berlin beschäftigt. Eine seiner ersten Tätigkeiten war 1889 die Bauleitung bei Restaurierungsarbeiten an der westpreußischen Marienburg. Ab dem 6. Februar 1893 arbeitete er im technischen Büro der Abteilung für Bauwesen des Ministeriums und wurde am 23. Mai 1901 Mitglied im Architekten-Verein zu Berlin. Zwischen 1896 und 1903 hatte Kickton die Bauleitung bei zahlreichen Kirchen. Für seine Verdienste beim Bau des Potsdamer Kaiserin-Augusta-Stiftes – eine Internatsschule für höhere Töchter – zeichnete ihn Wilhelm II. mit dem Roten Adlerorden aus. Als Landbauinspektor war er von 1903 bis 1910 Vortragender Rat im Ministerium der öffentlichen Arbeiten und von 1910 bis 1913 Baudezernent bei der Bezirksregierung in Posen. Die gleiche Tätigkeit übte Kickton von 1913 bis 1915 bei der Bezirksregierung in Potsdam aus und wurde 1915 Referent für Kirchenbau im preußischen Finanzministerium.
Zusätzlich hatte er bereits seit 1906 einen Lehrauftrag als Privatdozent für Denkmalpflege und Heimatschutz an der Technischen Hochschule Charlottenburg, er erhielt dort später die Auszeichnung zum Ehrensenator, 1916 die Ernennung zum Geheimen Baurat und 1917 die Ehrenmitgliedschaft des Technischen Oberprüfungsamtes zur Prüfung für den Staatsdienst im Baufach. 1919 wurde er durch die Staatsregierung zum außerordentlichen Mitglied der Preußischen Akademie des Bauwesens und 1920 zum ordentlichen Mitglied ernannt. Im gleichen Jahr erfolgte seine Ernennung zum Geheimen Oberbaurat. Nach dem Ersten Weltkrieg war Kickton zwischen 1918 und 1925 am Wiederaufbau der zerstörten Kirchen in Ostpreußen beteiligt. Zudem nahm er mit Werken der Architekturmalerei an Berliner Kunstausstellungen teil. 1926 ging er in den Ruhestand.
Arthur Kickton heiratete 1893. Seine Frau Magdalena und er wurden drei Jahre später Eltern der späteren Komponistin, Musiktheoretikerin und Schriftstellerin Erika Kickton. Weitere verwandtschaftliche Beziehungen bestehen zu Helmut Kickton, Hermann Kickton und Louis Arthur Kickton.

## Ausstellungen
- Große Berliner Kunstausstellung 1902
- Große Berliner Kunstausstellung 1905
- Potsdamer Kunstverein 1935

## Auszeichnungen
- preußischer Kronenorden IV. Klasse (1898)
- preußischer Roter Adlerorden IV. Klasse (1902)
- Goldene Medaille der Louisiana Purchase Exposition (1904)
- Ehrensenator der Technischen Hochschule Charlottenburg (1918)
- Ehrendoktorwürde (Dr.-Ing. E. h.) der Technischen Hochschule Charlottenburg (1932)[3]

## Werke

### Bauten und Entwürfe

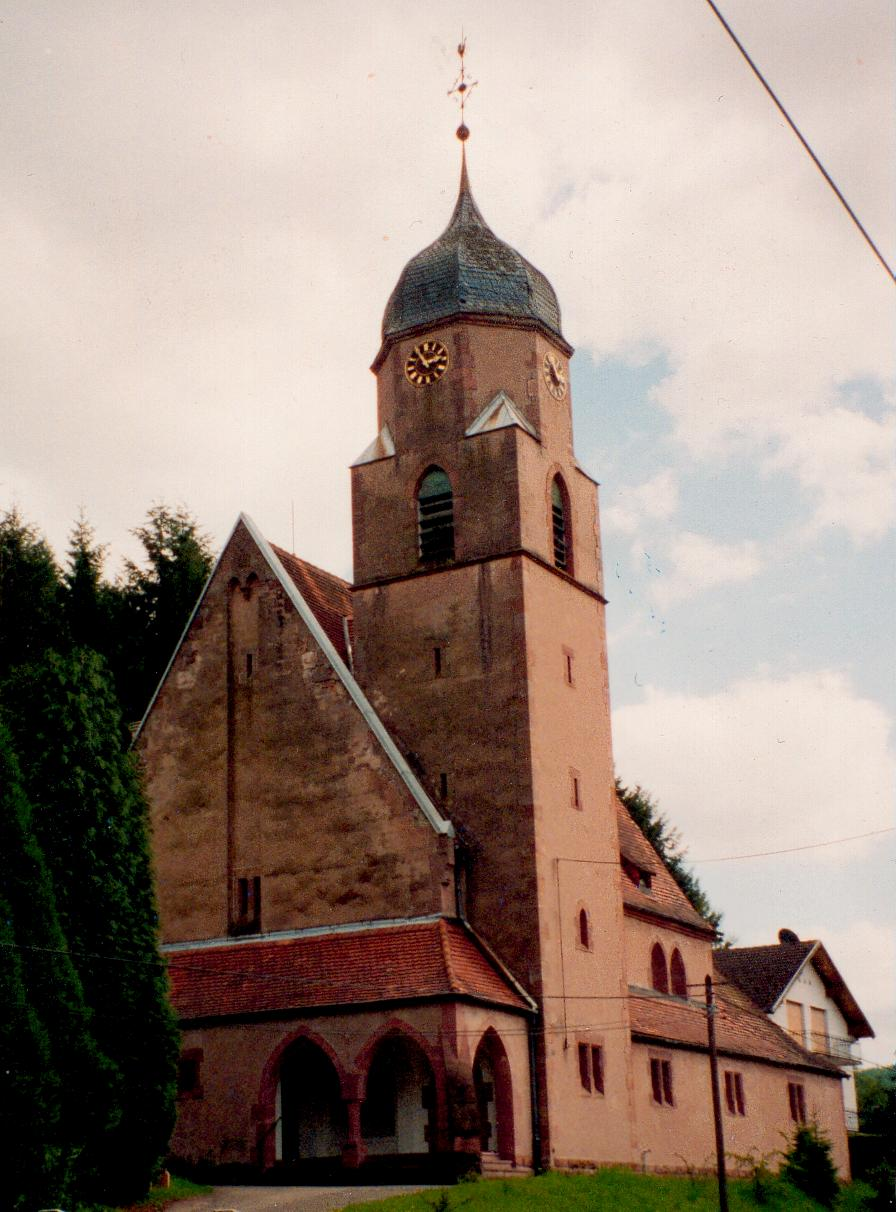
Evangelische Kirche in Philippsburg, Lothringen

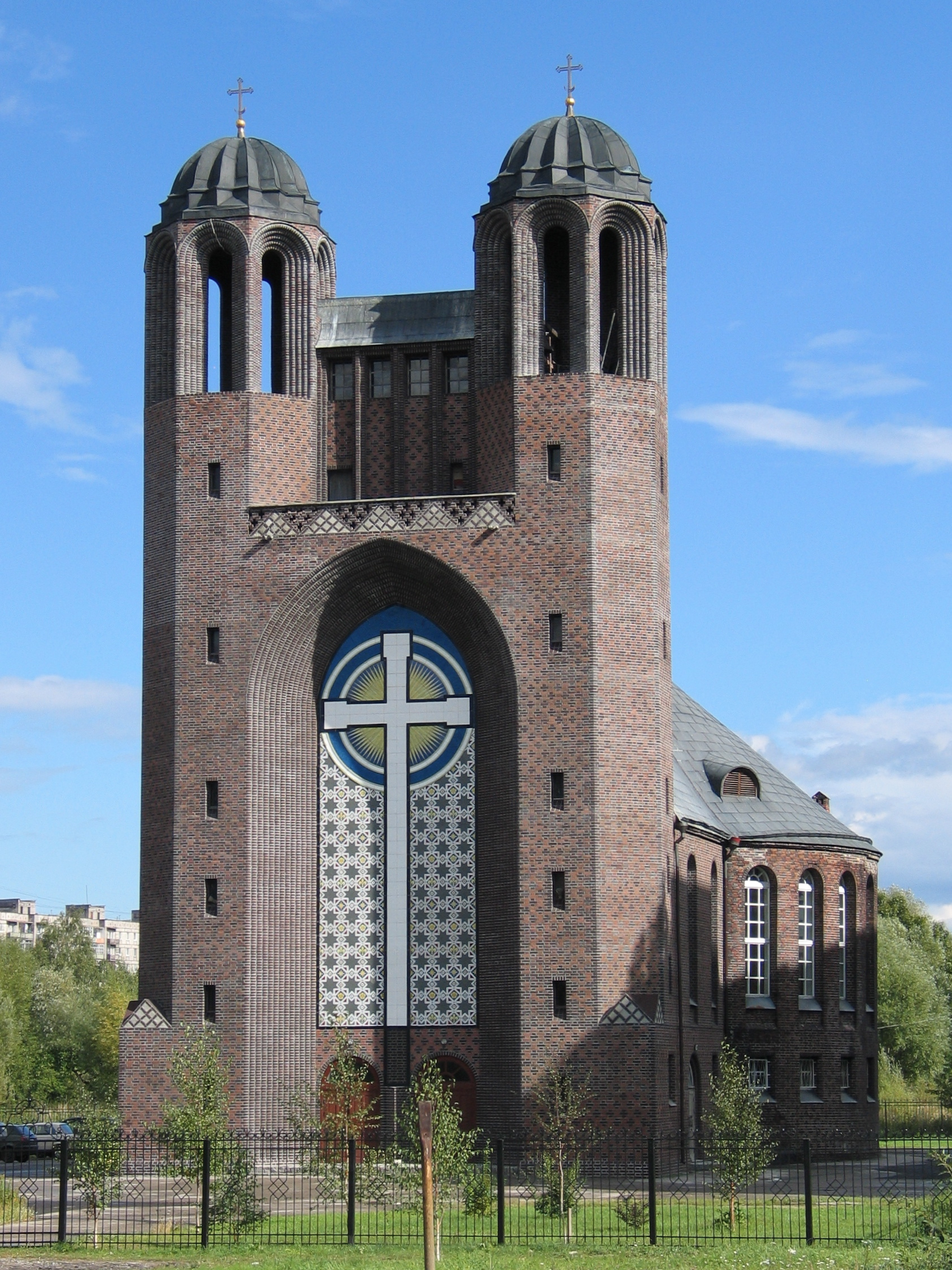
Kreuzkirche in Königsberg (Ostpreußen)

- Erlöserkirche in Potsdam (1896–1898), Bauleitung nach Entwurf von Gotthilf Ludwig Möckel
- Bethlehemkirche in Potsdam (1898–1899), Entwurf der Raumgestaltung
- Kirche in Neuenburg (Westpreußen)
- evang. Erlöserkirche in Zoppot (1899–1901), nach Entwurfsskizze von Ludwig von Tiedemann[4]
- Kaiserin-Augusta-Stift in Potsdam (1901–1902), Ausführungsentwurf nach einer Skizze des Architekten Lothar Krüger und Bauleitung
- Dorfkirche in Bornim (1902–1903), Bauleitung nach Entwurf von Ludwig von Tiedemann, Entwurf der Innenraumgestaltung
- evang. Kirche in Philippsburg / Philippsbourg (Lothringen) (1911)
- Entwurf der evang. Pauluskirche mit Pfarrhaus und Gemeindehaus in Breslau (1910–1913)
- Kirche in Pissanitzen (ab 1926 gen. Ebenfelde) (Ostpreußen) (heute Pisanica, Ortsteil von Kalinowo), 1913 Renovierung, 1922–1923 Wiederherstellung nach Kriegsschäden
- evang. Hofkirche in Cadinen (Ostpreußen) (1913–1916), nach Kriegsschäden 1957 abgerissen[5]
- Entwurf von St. Cyriakus in Bernterode (1919–1922)[6]
- St. Bonifatius-Kirche in Wüstheuterode (1919–1921), Entwurf und Oberbauleitung[7]
- Entwurf der Peter-Pauls-Kirche in Oppeln (Schlesien) (1923–1926)
- Kirche von Kallinowen im Landkreis Lyck (Ostpreußen) (1924–1926, Neubau einer im Ersten Weltkrieg zerstörten Holzkirche)
- kath. Kirche St. Cosmas und Damian in Geisleden im Eichsfeld (1924), unter Einbeziehung des Chors des Vorgängerbaus
- evang. Kirche in Allenburg (1925)
- evang. Kreuzkirche in Königsberg (Ostpreußen) (1930–1933), Bauleitung
- Barbarakirche in Beuthen (Oberschlesien) (1931)
- nicht genauer benannte Umgestaltung der Garnisonkirche in Potsdam (vor 1933)

### Schriften
- Die Marienburg. In: Die Denkmalpflege, Jahrgang 1921/1922